# Paul Channon
Henry Paul Guinness (Paul) Channon, Baron Kelvedon van Ongar (Londen, Engeland, 9 oktober 1935 – Brentwood, Engeland, 27 januari 2007) was een Brits politicus van de Conservative Party.
Channon was tussen 1970 en 1983 bewindspersoon in de kabinetten-Heath (1970–1974) en Thatcher (1979–1989). Hij was staatssecretaris voor Huisvesting en Lokale Overheid in 1970, staatssecretaris voor Milieu van 1970 tot 1972, onderminister voor Noord-Ierland in 1972, onderminister voor Huisvesting van 1972 tot 1974, onderminister voor Rijksdienst van 1979 tot 1981, onderminister voor Onderwijs en onderminister voor Cultuur van 1981 tot 1983, onderminister voor Handel van 1983 tot 1986, minister van Economische Zaken van 1986 tot 1987 en minister van Transport van 1987 tot 1989.
Op 11 juni 1997 werd Channon benoemd als baron Kelvedon van Ongar en werd lid van het Hogerhuis.